# 耶馬溪

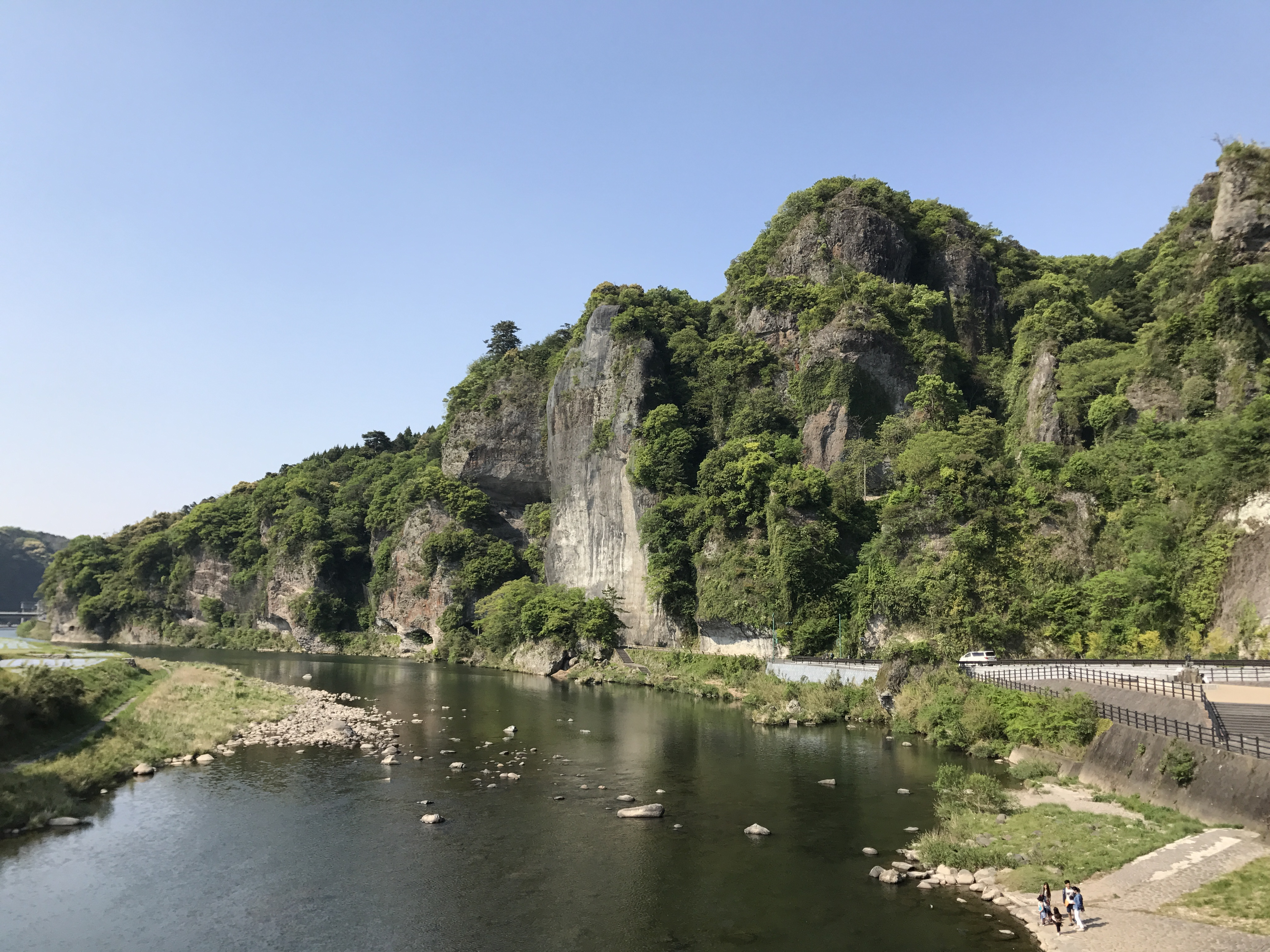
競秀峰

耶馬溪（日语：やばけい）是位於日本九州大分縣中津市山國川的中上游的溪谷，獲選為新日本三景之一，1923年日本政府將此地指定為名勝，1950年，進一步將附近區域劃為「耶馬日田英彥山國定公園」。
該地屬於石灰質的熔岩地形，經水流切割而成溪谷地形，包括本耶馬溪、裏耶馬溪、深耶馬溪、奧耶馬溪，都以耶馬溪為名。
「耶馬溪」一詞，是由1818年日本學者賴山陽（陽明學派、漢詩學家，1780年生、1832年歿）來此地造訪，看見山中的美麗景致，便吟「耶馬溪天下無」詠嘆美景，從此之後此地便以「耶馬溪」命名，不過這個只是當地的傳說，並沒有相關的考據可以證實這個說法。

## 景點

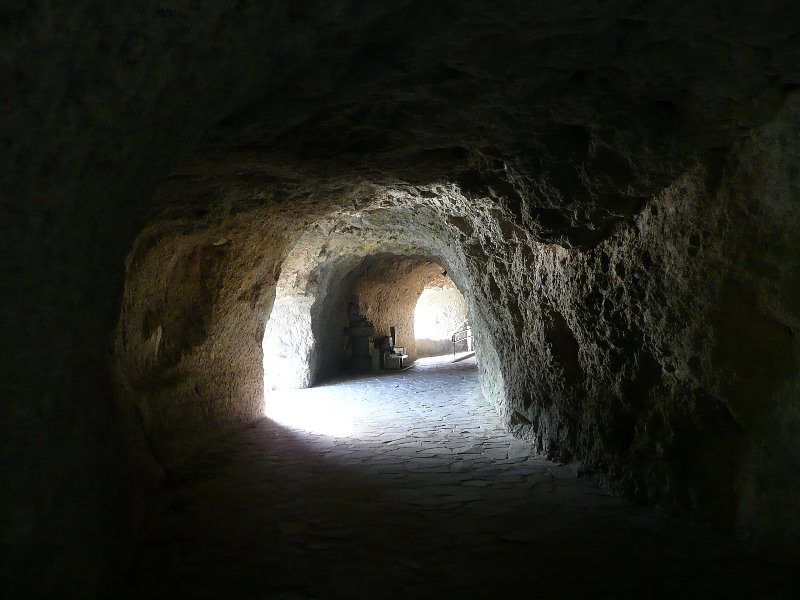
青之洞門

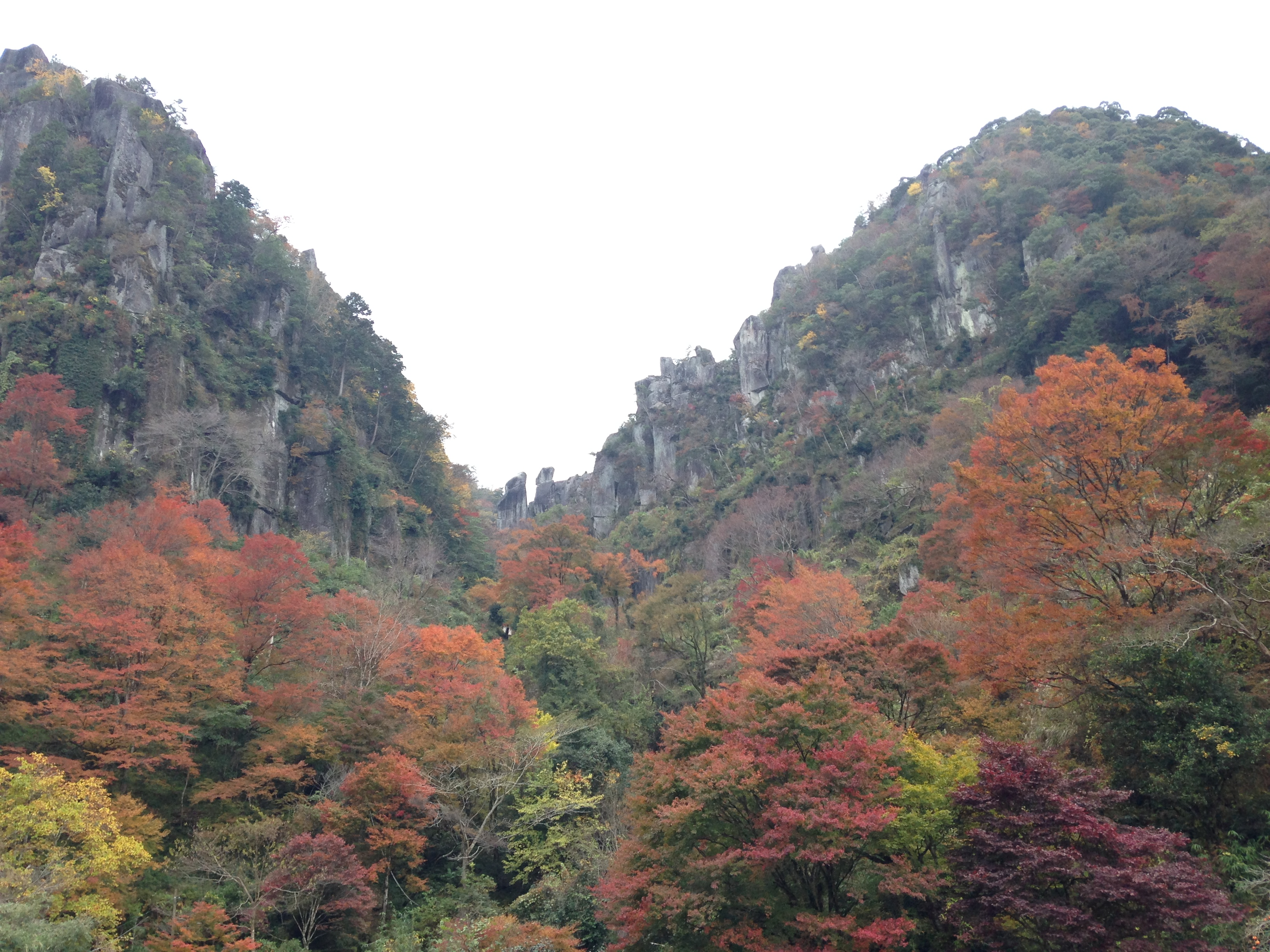
深耶馬溪的一目八景

### 本耶馬溪
本耶馬溪的範圍為青之洞門及競秀峰週邊的區域。

### 深耶馬溪
深耶馬溪的範圍為山國川支流山移川附近的溪谷，主要景點為「一目八景」，可同時眺望海望嶺、仙人岩、嘯猿山、夫婦岩、群猿山、烏帽子岩、雄鹿長尾嶺、鷲之巢山八個景色。

### 裏耶馬溪
裏耶馬溪為金吉川上游的溪古，在靠近玖珠町邊界處。

### 奥耶馬溪
奥耶馬溪位於山國川上游，主要景點為以「猿飛」命名的景點，包括猿飛千壺峽，耶馬溪猿飛的甌穴群等。

### 椎屋耶馬溪
椎屋耶馬溪在靠近宇佐市的驛館川支流溫見川源頭附近，隣近岳切溪谷。

### 津民耶馬溪
津民耶馬溪位於山國川支流津民川。

## 日本各地的耶馬溪
- 日高耶馬溪（北海道日高支廳）
- 蝦夷之耶馬溪 → 定山溪（北海道石狩支廳）
- 東北之耶馬溪 → 抱返溪谷（秋田縣）・猊鼻溪（岩手縣）
- 關東之耶馬溪 → 吾妻峽（群馬縣）・高津戶峽（群馬縣）
- 信州（信濃）之耶馬溪 → 角間溪谷・內山峽・布引溪谷（長野縣）
- 關西之耶馬溪 → 香落溪（三重縣）
- 攝津之耶馬溪 → 攝津峽（大阪府）
- 山陰之耶馬溪 → 立久惠峽（島根縣）
- 筑紫耶馬溪（福岡縣）
- 國東之耶馬溪 → 大分縣國東半島一帶。
  - 田染耶馬（豐後高田市田染、杵築市大田、杵築市山香町）
  - 文殊耶馬（國東市大恩寺）
  - 黑土耶馬（豐後高田市黑土）
  - 夷耶馬（豐後高田市夷谷）
  - 天然寺耶馬（豐後高田市長岩屋）
  - 千灯寺耶馬（國東市千灯）
  - 岩戶寺耶馬（國東市岩戶寺）

## 台灣的耶馬溪
- 平溪耶馬溪（新北市平溪線沿線的基隆河）
- 埔里耶馬溪（南投縣埔里鎮南烘溪）
- 六龜耶馬溪（高雄市六龜區荖濃溪）
- 台東耶馬溪（台東縣馬武窟溪）

## 關連項目
- 青之洞門
- 耶馬溪町
- 本耶馬溪町

## 外部連結
- 中津耶馬溪觀光協會 （页面存档备份，存于）